# Gauthier Libbrecht
Gauthier Libbrecht (Menen, 9 maart 1994) is een Belgisch profvoetballer die zijn jeugdopleiding genoot bij Club Brugge. In het seizoen 2015/16 verliet Librecht Club Brugge voor tweedeklasser KMSK Deinze.

## Clubcarrière
Libbrecht begon met voetballen bij Club Brugge. In het seizoen 2015/16 verliet Gauthier Club Brugge voor KMSK Deinze. Op 8 augustus debuteerde hij in de tweede klasse tegen Patro Eisden.

## Statistieken
| Seizoen | Club        | Land            | Competitie             | Competitie | Competitie | Beker | Beker | Internationaal | Internationaal | Totaal | Totaal |
| Seizoen | Club        | Land            | Competitie             | Wed.       | Dlp.       | Wed.  | Dlp.  | Wed.           | Dlp.           | Wed.   | Dlp.   |
| ------- | ----------- | --------------- | ---------------------- | ---------- | ---------- | ----- | ----- | -------------- | -------------- | ------ | ------ |
| 2015/16 | KMSK Deinze | Vlag van België | Tweede Klasse          | 20         | 1          | 2     | 1     | —              | —              | 22     | 2      |
| 2016/17 | KMSK Deinze | Vlag van België | Eerste klasse amateurs | 26         | 0          | 1     | 0     | —              | —              | 27     | 0      |
| 2017/18 | KMSK Deinze | Vlag van België | Eerste klasse amateurs | 27         | 0          | 2     | 0     | —              | —              | 29     | 0      |
| 2018/19 | KMSK Deinze | Vlag van België | Eerste klasse amateurs | 25         | 0          | 3     | 0     | —              | —              | 28     | 0      |
| 2019/20 | KMSK Deinze | Vlag van België | Eerste klasse amateurs | 5          | 0          | 0     | 0     | —              | —              | 5      | 0      |
| 2020/21 | KMSK Deinze | Vlag van België | Eerste klasse B        | 1          | 0          | 1     | 0     | —              | —              | 2      | 0      |
| TOTAAL  | TOTAAL      | TOTAAL          | TOTAAL                 | 104        | 1          | 9     | 1     | 0              | 0              | 113    | 2      |